# 查尔斯·埃默森
查尔斯·埃默森（英語：Charles Emmerson，1976年—）是一位英国澳大利亚双重国籍的历史学家，出生于墨尔本，成长于伦敦，在牛津大学学习现代史，后进入查塔姆研究所工作，主要作品有《1913：一战前的世界》（1913: The World Before the Great War）等。